# Weteringschans 93

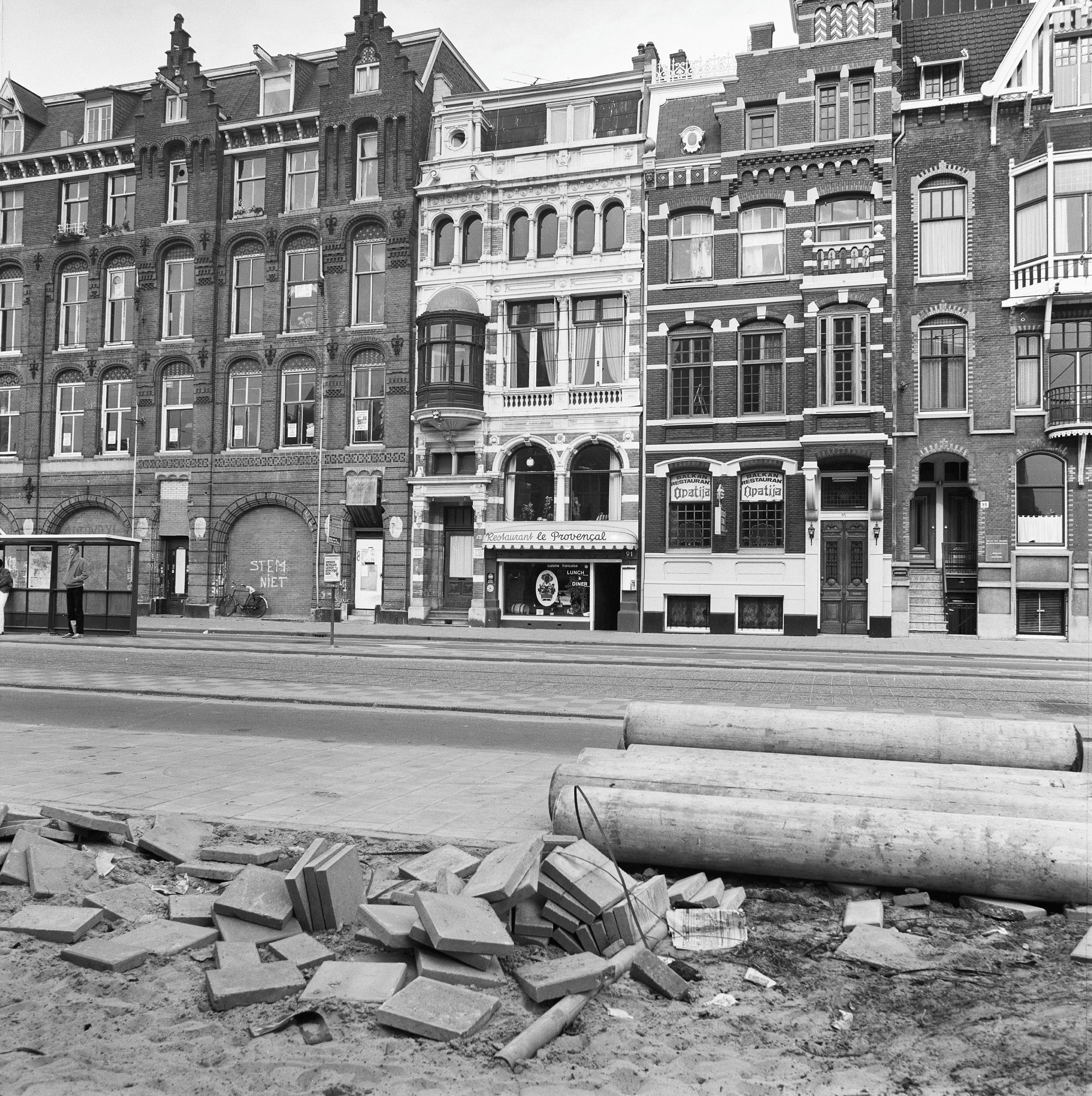
V.l.n.r. Grote Wetering (nr. 89), nrs. 91, 93, 95)

Weteringschans 93 is een gebouw in Amsterdam-Centrum.
Het gebouw aan de Weteringschans werd gebouwd door of op initiatief van (dan) aannemer F.L. Janssen. Het gebouw, dat nog zonder huisnummer gebouwd werd, dateert van begin 1899, toen de Inspecteur van het Bouwtoezicht constateerde dat het conform de afgegeven richtlijnen gebouwd was (13 februari 1899). In maart 1898 werd het nog aangeduid als “het pand naast nr. 91"; in januari 1899 kreeg het haar nummer. De eigenaar werd toen ook verplicht het huisnummer te plaatsen op het gevelvlak, twee meter boven het maaiveld, bij de toegang. Janssen woonde toen aan de Stadhouderskade 82-83. Ernst Roest is de architect van dit geheel. Het gebouw diende in eerste instantie tot woning van gegoede burgers, later werd de begane grond in gebruik genomen door bedrijven. De gemeente bestempelde het in 2005 tot gemeentelijk monument vanwege haar ensemblewaarde samen met Weteringschans 91, Weteringschans 95-97 en Weteringschans 99, de enige originele bebouwing van het stuk Weteringschans tussen de ingang naar de Spiegelgracht en de ingang naar de Weteringstraat.
In 2017 zag het gebouw er als volgt uit. De asymmetrische voorgevel is gebouwd in grove rode strengperssteen, waarbij de raam- en deuropeningen en de spaarvelden geaccentueerd zijn met donkergroene, geglazuurde stenen, die her en der ook in versieringen terugkomen.
Het gebouw bestaat uit een souterrain, een bel-etage en twee bouwlagen, alle met ramen met ontlastingsbogen. Daarop staat een verdieping die gedekt is met een afgeknot zadeldak, waarvan aan de voorzijde een dakschild te zien is. De rechter raamgang bestaat uit een toegang met bovenlicht naar de trap naar de groene houten en bewerkte toegangsdeur. Boven die toegang ziet men een uitkragende constructie (consoles) voor de bovenliggende stenen erker voor de eerste etage. De raamgedeelte doet hier met haar kleine raampjes en grove houtconstructies enigszins aan de Amsterdamse School denken (Roest zou later meer gebouwen in die stijl ontwerpen). Boven de erker, gescheiden door een witte uitkragende lijst, ligt het balkon van de tweede etage, deze heeft een balustrade bestaande uit stenen kolommen waartussen ijzeren versieringen zijn aangebracht. De raamgang zet vervolgens door met een zolderetage (ook uitgevoerd in rood en grijs baksteen) met rechthoekige ramen en een torenachtige constructie. De middelste raamgang begint onderaan met de natuurstenen borstwering van het gebouw. Daarboven drie ramen met wederom de kleurwisseling rood en grijs. De dikke houtconstructies en relatief smalle ramen vertonen weer overeenkomst met de Amsterdamse School. De buitengevel wordt hier afgesloten met een zolderetage achter een gedeeltelijk trapgeveltje. Het raam is daarbij rechthoekig. De zolderetage inclusief trapgevel en toren wordt van het onderstuk visueel gescheiden door een plint met boogconstructies waaronder ook uitkragingen te zien zijn. De linker raamgang is gelijk aan de middelste raamgang, behalve dat de zolderetage hier direct achter het dakschild schuilgaat. In dat schild is nog wel een soort oeil de boeuf verwerkt.